# AFK Atlantic Lázně Bohdaneč
Der AFK Atlantic Lázně Bohdaneč war ein tschechischer Fußballverein aus der ostböhmischen Kleinstadt Lázně Bohdaneč. Der Aufstieg und Fall des Klubs in den 1990er Jahren ist eng verbunden mit dem örtlichen Unternehmer Jiří Novák, der ihn 1997 in die höchste tschechische Spielklasse, die Gambrinus Liga, führte.

## Vereinsgeschichte

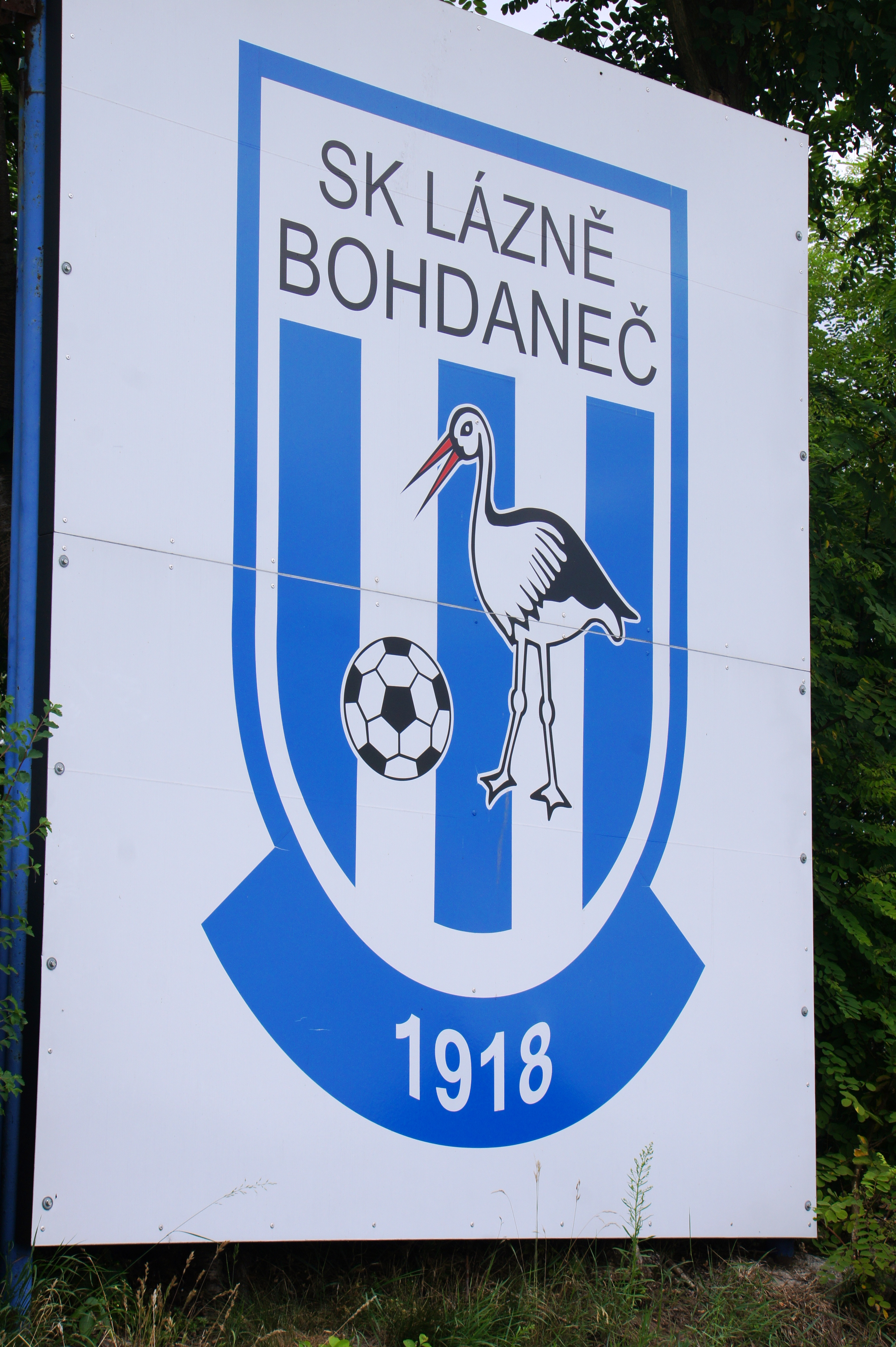
Das Signet des Fußballklubs auf dem Sportplatz.

Fußball wurde in Lázně Bohdaneč, einem unweit von Pardubice gelegenen Kurort seit 1918 gespielt, zunächst unter dem Namen AFK, mit Änderung der Machtverhältnisse ab 1948 als Sokol. Über die Kreisliga kam die Mannschaft dabei nie hinaus. Dies änderte sich mit dem Einstieg des Unternehmers Jiří Novák, der nach der samtenen Revolution mittels seiner Firma Atlantic die örtliche Brennerei Hobé erworben hatte.
Novák wurde Präsident des Klubs und benannte ihn in AFK Atlantic Lázně Bohdaneč um. Im November 1991 schloss sich der Klub, dessen Mannschaft in der 8. Liga spielte, mit der B-Mannschaft von Tesla Pardubice zusammen, die eine Klasse höher antrat. Wie viele andere auch finanzierte Novák den Klub nahezu im Alleingang, er war gleichzeitig Präsident, Mäzen und Sponsor. Die Mannschaft wurde durch Fußballer aus höheren Ligen verstärkt und gewann 1992/93 die Meisterschaft ohne Niederlage. Dies gelang auch in der sechsten Liga in der Saison 1993/94. Anschließend übersprang AFK Atlantic die fünfthöchste Spielklasse, indem er mit dem Viertligisten SK Holice die Plätze tauschte.

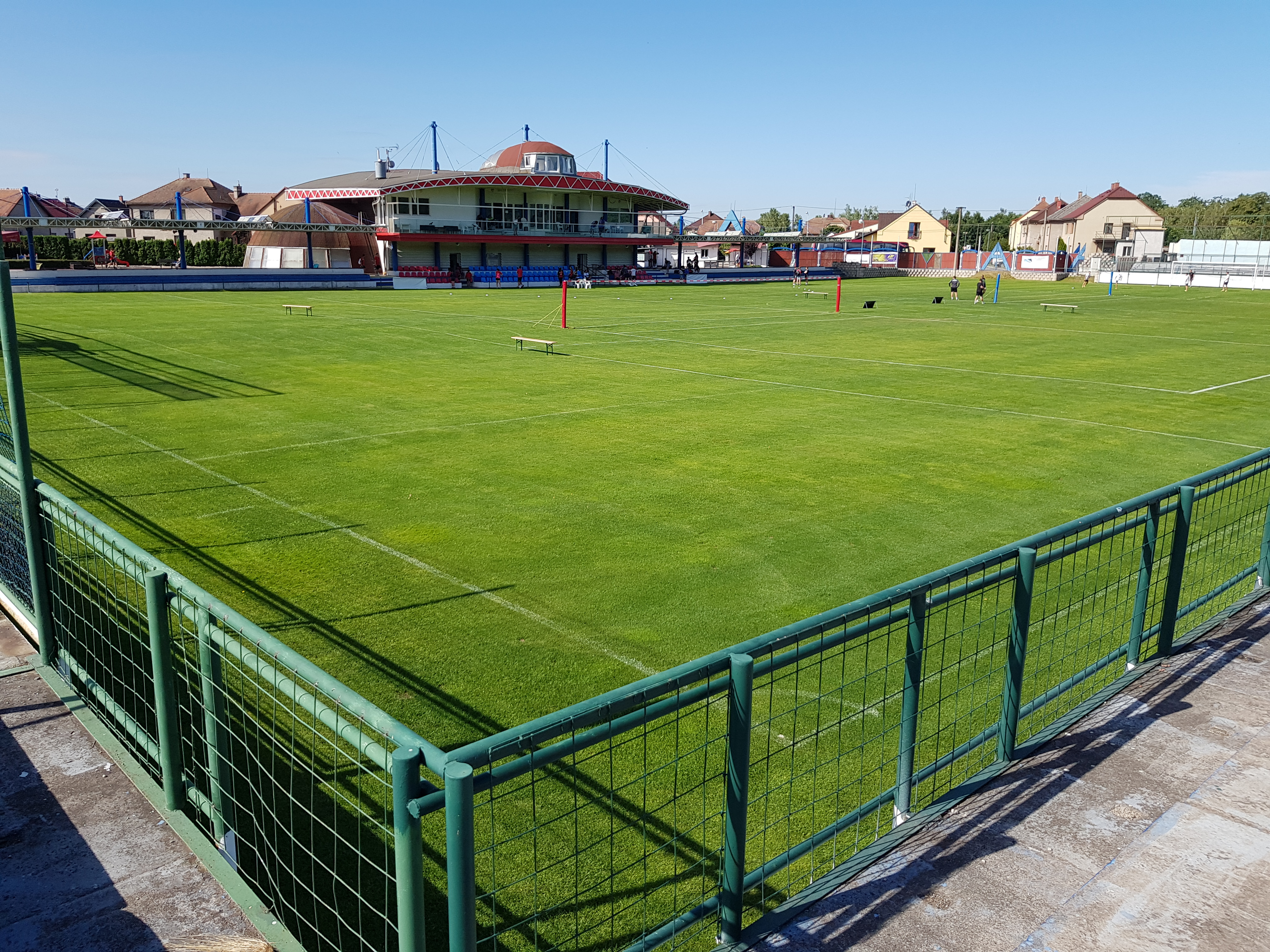
Das Sportstadion am nördlichen Stadtrand von Lázně Bohdaneč.

Lázně Bohdaneč gewann sowohl die Divize C 1994/95 als auch die ČFL 1995/96 souverän und war in der 2. Liga angekommen. In der Zwischenzeit hatte Novák ein Stadion für über 6.000 Zuschauer bauen lassen, rund das zweifache der Einwohnerzahl von Lázně Bohdaneč. Im Kader standen Spieler wie Marek Heinz, Jiří Kaufman, Luboš Kubík oder Jaroslav Schindler, mit denen der Durchmarsch in die 1. Liga gelang.
Am 9. August 1997 kam es zur Heimpremiere in der höchsten Spielklasse für Lázně Bohdaneč, Gegner war der Lokalrivale SK Hradec Králové, der mit 1 zu 0 gewann. Auf die ersten Punkte mussten die Spieler bis zum 7. Spieltag warten, als die Elf Viktoria Pilsen mit 2:1 schlug. In der gesamten Saison gewann der AFK Atlantic nur noch einmal und stieg mit nur elf Punkten sang- und klanglos ab, 23 Zähler betrug am Ende der Abstand zum rettenden Ufer. 
Nach dem Abstieg spielte Lázně Bohdaneč zwei Jahre mit wechselndem Erfolg in der 2. Liga, 1998/99 belegte die Mannschaft den siebten Rang, im Folgejahr wurde sie Sechster. Im Sommer 2000 fusionierte der Verein mit dem FK Slovan Pardubice zum FK Atlantic Slovan Pardubice, kurz FK AS Pardubice.
Während in der Saison 2000/01 in Lázně Bohdaneč kein Fußball gespielt wurde, blieb Jiří Novák nicht untätig. Mit den Verhältnissen in Pardubice unzufrieden stieg er beim Nachbarverein SK Stolany ein, dessen siebtklassige B-Mannschaft 2001/02 ihre Meisterschaftsspiele in Lázně Bohdaneč austrug, wobei es ihr rechtlich nicht möglich war, als AFK Atlantic Lázně Bohdaneč anzutreten. Die Zusammenarbeit zwischen dem SK Stolany und Jiří Novák wurde in der Folge intensiviert, so dass in der Saison 2002/03 ein Konstrukt namens AFK Atlantic Stolany-Lázně Bohdaneč im Pardubický přebor, also der 5. Liga, antrat und diese auch gewann. Novák versuchte nun, das in seinem Besitz stehende Stadion in Lázně Bohdaneč für 15 Millionen Kronen an die Stadt zu verkaufen, die aber ablehnte. Vom öffentlichen Desinteresse enttäuscht, meldete Novák die aufstiegsberechtigte Mannschaft ab und löste den Verein auf. Stattdessen engagierte er sich beim Nachbarverein TJ Sokol Živanice. 

### Statistik
- 1. Tschechische Liga 1997/98

| Liga            | Platz     | Spiele | Siege | Remis | Niederlagen | Tore  | Punkte |
| 1. Liga 1997/98 | 16. Platz | 30     | 2     | 5     | 23          | 18:61 | 11     |

## Ligazugehörigkeit Tschechien
|         | 93/94 | 94/95 | 95/96 | 96/97 | 97/98 | 98/99 | 99/00 | 00/01 | 01/02 | 02/03 |
| ------- | ----- | ----- | ----- | ----- | ----- | ----- | ----- | ----- | ----- | ----- |
| 1. Liga |       |       |       |       | 16.   |       |       |       |       |       |
| 2. Liga |       |       |       | 2.    |       | 7.    | 6.2   |       |       |       |
| 3. Liga |       |       | 1.    |       |       |       |       |       |       |       |
| 4. Liga |       | 1.    |       |       |       |       |       |       |       |       |
| 5. Liga |       |       |       |       |       |       |       |       |       | 1.3   |
| 6. Liga | 1.1   |       |       |       |       |       |       |       |       |       |

1Nach der Saison tauschte AFK Atlantic mit dem Viertligisten SK Holice die Plätze
2Nach Saisonende Fusion mit FK Slovan Pardubice zum FK AS Pardubice
3Als AFK Atlantic Stolany-Lázně Bohdaneč

## Vereinsnamen
- 1918 AFK Lázně Bohdaneč
- 1948 Sokol Lázně Bohdaneč
- 1991 AFK Atlantic Lázně Bohdaneč